# Moadon Kaduregel Maccabi Haifa 2013-2014

## Rosa
| N. |                     | Ruolo | Calciatore        |
| -- | ------------------- | ----- | ----------------- |
| 2  | Israele (bandiera)  | D     | Ayed Habashi      |
| 5  | Israele (bandiera)  | D     | Sari Falah        |
| 6  | Israele (bandiera)  | C     | Ran Abukarat      |
| 7  | Brasile (bandiera)  | C     | Gustavo Boccoli   |
| 8  | Israele (bandiera)  | C     | Hen Ezra          |
| 9  | Ungheria (bandiera) | A     | Tamás Priskin     |
| 10 | Spagna (bandiera)   | C     | Rubén Rayos       |
| 11 | Israele (bandiera)  | C     | Idan Vered        |
| 13 | Israele (bandiera)  | D     | Taleb Tawatha     |
| 15 | Israele (bandiera)  | D     | Elad Gabai        |
| 17 | Israele (bandiera)  | A     | Alon Turgeman     |
| 18 | Israele (bandiera)  | D     | Samuel Scheimann  |
| 19 | Israele (bandiera)  | A     | Shimon Abuhatzira |
| 20 | Israele (bandiera)  | A     | Yaniv Katan       |

| N. |                                 | Ruolo | Calciatore         |
| -- | ------------------------------- | ----- | ------------------ |
| 21 | Israele (bandiera)              | C     | Dekel Keinan       |
| 22 | Israele (bandiera)              | P     | Amir Edri          |
| 23 | Israele (bandiera)              | C     | Jaber Ataa         |
| 24 | Israele (bandiera)              | A     | Shoval Gozlan      |
| 25 | Bosnia ed Erzegovina (bandiera) | D     | Edin Cocalić       |
| 26 | Israele (bandiera)              | C     | Avihai Yadin       |
| 27 | Israele (bandiera)              | D     | Eyal Meshumar      |
| 28 | Israele (bandiera)              | A     | Shon Weissman      |
| 29 | Ucraina (bandiera)              | D     | Andrij Piljavs'kij |
| 33 | Serbia (bandiera)               | P     | Bojan Šaranov      |
| 15 | Israele (bandiera)              | C     | Yossi Benayoun     |
| 9  | Israele (bandiera)              | A     | Itay Shechter      |
| 16 | Israele (bandiera)              | A     | Eliran Atar        |
| 44 | Israele (bandiera)              | P     | Ron Shushan        |